# GNU IceCat
GNU IceCat (раніше відомий як GNU IceWeasel) — вільний вебоглядач, відгалуження від Mozilla Firefox створене проєктом GNU з метою позбутись ліцензійних обмежень на ім'я і художнє оформлення. Як і Firefox має потрійне ліцензування: MPL, GPL, LGPL. Нині існує збірка тільки для GNU/Linux.